# Plasa Vorniceni, județul Lăpușna
Plasa Vorniceni, a fost o unitate administrativă de ordin doi din județul Lăpușna al României Mari.

## Localități
În 1925 plasa era alcătuită din comunele Bahmut, Căbăești, Călărași-Târg, Călărași-Sat, Căpriana, Ciuciuleni, Horodiștea, Lozova, Novaci, Pârjolteni, Pănășești, Recea, Sadova, Sărați, Scorțeni, Strășeni, Sipoteni, Vălcineți, Vorniceni.